# Helen Shapiro
Helen Shapiro, född 28 september 1946 i London, England, är en brittisk pop- och jazzsångerska som hade flera hits på 1960-talet.
Helen Shapiro började spela banjo som barn och uppträdde med sin bror Ron i dennes skiffleband. När hon var tio år sjöng hon i skolbandet "Susie and the Hula Hoops", där Marc Bolan var gitarrist, dock under sitt riktiga namn Mark Feld. Som 13-åring började hon ta sånglektioner vid "The Maurice Burman School of Modern Pop Singing" i London, och Burmans kontakter ledde henne till skivbolaget Columbia. Med sin mogna, vibratofyllda röst fick Helen Shapiro ett snabbt genombrott, blott 14 år gammal. Första skivan, Don't treat me like a child, slog rejält och nådde som bäst tredje plats på den brittiska topplistan. De två efterföljarna You Don't Know och Walkin' Back to Happiness blev bägge listettor. I Sverige blev Walkin' Back to Happiness en långkörare på Tio i topp och nådde som bäst en sjätteplats.
1962 fick Helen Shapiro ännu en storsäljare i hemlandet, Tell me what he said, som bäst tvåa. Nästa skiva, Let's Talk About Love nådde bara plats 23. Hennes sista topp-tio-låt i Storbritannien blev Little Miss Lonely, som kom åtta som bäst.  Hon släppte ytterligare två singlar under 1962, Keep Away From Other Girls och Queen For Tonight. Bägge fick dock blygsamma listplaceringar.
När The Beatles gjorde sin första nationella turné i Storbritannien vårvintern 1963 var det som ett av förbanden till Helen Shapiro. Under den turnén skrev John Lennon och Paul McCartney låten Misery till henne. Men låten spelade hon aldrig in. Den ratades av skivbolaget innan hon ens själv hade fått höra den och säga sin mening om den, berättade Helen Shapiro när hon medverkade i tv-programmet This is your life 1995.
Sedan började det gå utför med karriären i Storbritannien. Woe is me och Look Who It Is, som släpptes 1963, nådde inte ens topp 30. 1964 hade hon sin sista låt på topplistan, Peggy Lees klassiker Fever, som bara nådde plats 38. I Australien fick hon dock ännu en listetta med Not responsible 1963.
När popkarriären var över började Shapiro uppträda i olika kabaréer i Storbritannien, men tröttnade på turnerandet 1972.
Senare spelade hon rollen Nancy i musikalen Oliver! av Lionel Bart och medverkade i en brittisk såpopera, Albion Market. Hon spelade en av huvudrollerna tills föreställningen lades ned 1986. Mellan 1984 och 2001 turnerade Helen Shapiro med den brittiske jazztrumpetaren Humphrey Littleton och hans band, samtidigt som hon gav egna jazz- och popkonserter.
Under 1999 till slutet av 2001 uppträdde hon i sin enmansshow "Simply Shapiro", och efter den tog hon farväl av showbusiness, men gjorde enstaka framträdanden i brittisk radio och tv, senast 2013. Sedan 2015 medverkar hon i en trio, Hebron, tillsammans med Chrissy Rodgers och Simon Elman.
1993 utkom hennes memoarer, Walking Back To Happiness. Hon var gift med teaterproducenten Duncan Weldon 1967-1971. 1982 mötte hon den brittiske skådespelaren Johan Judd' och de gifte sig 1988.